# Мост Единства (Мозамбик)
Мост Единства (иногда называют Мост Единства 1; англ. Unity Bridge 1) — автодорожный мост через реку Рувуму, построенный в 2010 году. Соединяет Мозамбик и Танзанию.

## История
Впервые построить мост было предложено ещё в 1975 году, вскоре после обретения Мозамбиком независимости. Эта идея принадлежала президентам двух стран Джулиусу Ньерере и Саморе Машелу. Несколько проектных работ и ограниченное строительство были осуществлены в начале 1980-х годов, но Мост Единства не был закончен из-за отсутствия средств.
В 2002 году правительства двух стран заключили официальное соглашение о строительстве нового моста через реку. Первые камни фундамента были заложены как с танзанийской, так и с мозамбикской сторон 10 октября 2005 года. Первоначально строительство планировалось завершить в 2008 году.
В 2005 году с Norconsult был заключен контракт на предварительное проектирование и надзор над строительством моста. Планировалось, что его длина составит около 720 метров.
Предполагалось, что проект будет развивать регионы Мтвара (Танзания) и Кабо-Дельгаду (Мозамбик), а также сообщество развития Юга Африки, поскольку он является важным компонентом для развития Мтвара. Он должен был позволит сократить расстояние дороги от Каира до Кейптауна.
Экологи опасались, что мост уничтожит заповедник Ниасса в Мозамбике, где обитают стада слонов, буйволов и соболей.

## Строительство
Мост Единства был построен китайской геоинженерной корпорацией и открыт 12 мая 2010 года президентами Мозамбика и Танзании. Второй мост Единства (через боковой рукав Рувумы) был завершён ещё в 2007 году.
После этого началось строительство подъездных путей по обе стороны моста. В августе 2023 года открылась асфальтированная дорога со стороны Мозамбика, а шоссе со стороны Танзании было построено ранее.